# 306

## Събития
- Константин Велики е обявен за римски император